# 艾莉森·里德
艾莉森·琳恩·里德（英語：Allison Lynn Reed，1994年6月8日—），是一名曾先后代表格鲁吉亚、以色列和立陶宛参加比赛的美日混血女子花样滑冰运动员，主攻冰舞。她的母亲是日本人，父亲是美国人。她的姐姐凯茜和哥哥克里斯都是花样滑冰冰舞选手。三兄弟姐妹在新泽西州沃伦镇区长大。她在三岁时开始练习花样滑冰，起初主攻单人滑，后来因为希望能够跳舞而开始改练冰舞。